# Dénes Kőnig
Pour les articles homonymes, voir König.
Dénes Kőnig (21 septembre 1884 à Budapest - 19 octobre 1944 à Budapest) est un mathématicien hongrois, fils de Gyula Kőnig.
Il a fait ses études à Budapest, notamment sa thèse en 1907, et à Göttingen.
Ses résultats les plus connus sont le théorème de König et le lemme de König ; il est aussi l'auteur du premier manuel portant sur la théorie des graphes.
Voulant échapper aux persécutions du gouvernement d'unité nationale, il met fin à ses jours le 19 octobre 1944, à l'âge de 60 ans,.

## Prix Dénes-Kőnig
En 2007, la Society for Industrial and Applied Mathematics a créé le prix Dénes-Kőnig. Le prix est décerné tous les deux ans et est accompagné d'une récompense de 1000 dollars américains.

### Lauréats
- 2008 Adam Wade Marcus
- 2010 Jacob Fox
- 2012 Zeev Dvir
- 2014 Wojciech Samotij
- 2016 Lutz Warnke
- 2018 Yufei Zhao
- 2020 Matthew Kwan[4]